# 马里乌波尔区
马里乌波尔区（羅馬化：Mariupolskyi raion，羅馬化：Mariupolʹskiy rayon）是乌克兰顿涅茨克州的区，行政中心为马里乌波尔。
该区建于2020年7月17日，为2020年乌克兰行政区划改革的一部分，由尼科利斯凯区、曼胡什區、沃尔诺瓦哈区（部分）及州辖市马里乌波尔合并而成。2021年人口510,425人。
2022年5月20日马里乌波尔围城战结束后，该区被俄罗斯占领。

## 行政區劃
馬里烏波爾區下分為5個市鎮：
- 马里乌波尔市镇 (市級，行政中心：馬里烏波爾)
- 曼胡什市镇 (鎮級，行政中心：曼胡什)
- 尼科利斯凯市镇 (鎮級，行政中心：尼科利斯凱)
- 萨尔塔纳市镇 (鎮級，行政中心：薩爾塔納)
- 卡利奇克市镇 (鄉級，行政中心：卡利奇克）